# Bom neutron

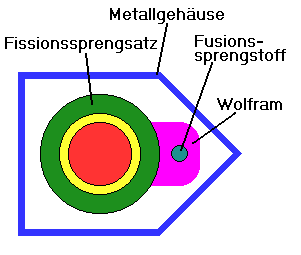
Cấu tạo bom neutron: metallgehäuse: vỏ kim loại; fissionssprengsatz: buồng nổ phân hạch; fusionssprengstoff: thuốc nổ nhiệt hạch.

Bom neutron (tiếng Anh: neutron bomb), được định nghĩa chính thức là một loại vũ khí bức xạ tăng cường (tiếng Anh: enhanced radiation weapon, ERW), là một loại vũ khí nhiệt hạch được thiết kế để tối đa hóa bức xạ neutron gây chết người trong vùng lân cận vụ nổ trong khi giảm thiểu sức mạnh vật lý của chính vụ nổ.
Bom neutron được ra đời vào giữa thời kỳ chiến tranh Lạnh. Bom neutron gồm có một buồng nổ phân hạch chứa chất nổ phân hạch, và buồng thuốc nổ nhiệt hạch chứa thuốc nổ nhiệt hạch như deuteri. Khi kích nổ phân hạch, vụ nổ này sẽ kích thích phản ứng nhiệt hạch ở buồng nhiệt hạch, như trong các bom nhiệt hạch khác. Khoảng 40% năng lượng vụ nổ được phát xạ neutron ở mức năng lượng trung bình 14 MeV, cùng với tia gamma năng lượng 1–2 MeV. Liều chiếu cao với khả năng đâm xuyên neutron lớn tiêu diệt tất cả các sinh vật dù ẩn nấp sau các lớp bọc thép hay khối bê tông dày.
Một quả bom neutron thường có sức công phá chỉ vào khoảng 1 kiloton TNT, nhỏ hơn 20 lần sức công phá của quả bom Little Boy. Sóng xung kích và bức xạ nhiệt phát sinh từ vụ nổ của bom neutron yếu hơn 10 lần so với trong một vụ nổ trên không của một quả bom nguyên tử kiểu Little Boy. Một vụ nổ bom neutron ở độ cao 100 m so với mặt đất sẽ chỉ gây ra sự hủy diệt cơ học trong bán kính 200–300 m, nhưng bức xạ neutron tốc độ nhanh, với mật độ thông lượng neutron cao gấp 14 lần so với vụ nổ bom hạt nhân thông thường, có tác dụng hủy diệt, giết chết tất cả sinh vật sống trong bán kính 2,5 km.
Vì thế nó trở thành vũ khí chiến thuật nguy hiểm. Nó được châm biếm coi rằng đó là "một vũ khí giết người hàng loạt nhân đạo", đảm bảo người chết thì được toàn thây, còn các công trình và của cải vật chất thì nguyên vẹn.